# Věra Lukášová (film, 1939)
Pour plus de détails, voir Fiche technique et Distribution.
 Vera Lukásová  est un film tchécoslovaque réalisé par Emil František Burian, sorti en 1939 et inspiré du roman de Božena Benešová. On en trouve un segment d'une minute dans Ten Minutes Older : The Cello de Bernardo Bertolucci.

## Fiche technique
- Titre : Vera Lukásová
- Titre original : Vera Lukásová
- Réalisation : Emil František Burian
- Scénario : Emil František Burian  et Vladimír Čech d'après le roman de Božena Benešová
- Photographie : Jan Roth (en)
- Décors : Jan Zázvorka
- Son : Josef Zora
- Pays :  Tchécoslovaquie
- Genre : Drame
- Durée : 85 minutes
- Dates de sortie : 1939

## Distribution
- Jirina Stránská
- Rudolf Hrušínský
- Lola Skrbková (en)
- Zdeněk Podlipný (cs)
- Jarmila Bechynová
- Pavla Machníková
- Zdenka Podlipná